# Loko (Nigeria)
Pour les articles homonymes, voir Loko.
Loko est une ville de l’État de Nassarawa au Nigeria. Elle se trouve le long de la rive de la rivière Bénoué. La ville est un mini-port, le long de la rivière, servant pour l'acheminement des matériaux d'exportation vers l'est et l'ouest du Nigéria.

## Population
Les principaux groupes ethniques présent la ville de Loko sont les Bassa, Agatu, Igbira et Afo. Parmi les autres présent se trouvent les Nupe, les Haoussas et les Kanouri.

## Commerce
Les principales activités des habitants de la ville de Loko sont l'agriculture et la pêche.

## Ponts Loko-Oweto
Les ponts Loko-Oweto sont une paire de ponts situés à Loko achevés en 2020, très importants pour le développement économique de la région.
D'une longueur totale d'environ 1835 m, ces ponts en béton armé sont constitués de 20 travées intérieures typiques de 85 m de long et de deux travées d'extrémité de 67 m de long .